# Ruprecht von Butler
Georg Ruprecht von Butler (* 28. Dezember 1924 in Heldritt; † 18. Dezember 2024 in Coburg) war ein deutscher Offizier, zuletzt Generalmajor des Heeres der Bundeswehr.

## Leben
Nach der Schulausbildung trat Butler am 1. April 1944 in die Wehrmacht ein und diente als Richtschütze und Panzerkommandant im Panzerregiment 2 der 16. Panzerdivision und im Panzerregiment 27 der 19. Panzerdivision. Vom Mai bis zum Herbst 1945 war er in sowjetischer Kriegsgefangenschaft.
Bis zum Eintritt in die Bundeswehr am 1. April 1960 arbeitete er als selbständiger Landwirt.
In der Bundeswehr gehörte von Butler der Panzergrenadiertruppe an und war von 1960 bis 1964 Zugführer und später Kompaniechef der schweren Panzergrenadierkompanie des Panzergrenadierbataillons 302 in Ellwangen. Bis 1966 folgte die Tätigkeit als Lehroffizier an der Kampftruppenschule I in Hammelburg. Am 1. Oktober 1966 wurde von Butler stellvertretender Kommandeur und S 3-Offizier, zuständig für Ausbildung und Organisation, im Panzergrenadierbataillon 101 in Ebern. Es folgte vom 1. Oktober 1968 bis 31. März 1971 die Kommandeursverwendung im Panzergrenadierbataillon 102 in Bayreuth. Vom 1. April 1971 bis zum 30. Juni 1973 kommandierte Ruprecht von Butler die Panzergrenadierbrigade 35 in Hammelburg.
Den Führungsverwendungen folgte eine Tätigkeit als Stabsabteilungsleiter im Führungsstab der Streitkräfte I vom 1. Juli 1973 bis 30. September 1977 im Bundesministerium der Verteidigung in Bonn. Am 1. Oktober 1977 übernahm er das Kommando über die Kampftruppenschule I (heute Infanterieschule) in Hammelburg und hatte dieses bis zum 31. März 1981 inne. Seine letzte Verwendung war die des Befehlshabers des Wehrbereichskommando V Stuttgart. Am 31. März 1985 wurde er in den Ruhestand versetzt.

## Orden und Ehrenzeichen
- 1974: Verdienstkreuz am Bande des Verdienstordens der BRD
- 1978: Verdienstkreuz 1. Klasse des Verdienstordens der BRD
- 1985: Großes Verdienstkreuz des Verdienstordens der BRD
- 1985: Legion of Merit

## Familie
Georg Ruprecht von Butler war der vierte Sohn von Carl Moritz Hermann von Butler (1876–1944) und Johanna von Bergmann (1889–1984). Er heiratete Marion Berty Gräfin von Haslingen, genannt von Schickfus, die einer traditionsreichen Offiziersfamilie entstammt. Butler war der jüngere Bruder von Peter Richard von Butler, ehemals Generalleutnant der Bundeswehr. Nach seiner Zurruhesetzung lebte er auf dem Rittergut Heldritt bei Coburg und auf dem zurückerworbenen Schloss Feldeck im Wartburgkreis.
Nachkommen

- Ines Johanna von Butler (* 17. November 1949), verheiratet mit Klaus Wemken (* 6. Juli 1948)
- Carl-Hubertus Sylvester von Butler, Generalleutnant a. D. (* 31. Dezember 1950) verheiratet mit Sabine von Butler geb. Vinzelberg
- Marion Marie-Luise von Butler (* 12. Juli 1954), verheiratet mit  Markus Siegfried Maria, Freiherr von und zu Thannhausen (* 6. September 1952)
- Ruprecht Horst von Butler (* 27. April 1967), Generalmajor